# Räven raskar över isen
Räven raskar över isen är en gammal svensk folkvisa (en polska) som sjungs vid dans kring såväl julgran som midsommarstång. Den har ofta drag av  danslek, där man mestadels börjar med flickornas (nigning) eller pojkarnas visa (bugning). Därefter varierar rollerna, dock är de snusande gubbarna, Grin-Olle och Skratt-Olle vanliga. 
Enligt Olof Rudbeck d.ä.:s historiska framställning Atlantica återges ett stycke av leken Där inleds sången med orden: "Hå, hå, Räfwen han låckar på isen". I Carl-Herman Tillhagens och Nils Deckers Svenska folkvisor och danser från 1950 finns en variant som börjar "Räven raskar över riset".

## Olof Rudbecks ”Atlantica”
Olof Rudbeck skildrar i sitt opus Atlantica 2 från 1689 ett julfirande hos det vanliga folket där gästerna efter maten roar sig med lek och dans:
| ”                   | "Månge Personer komma tilsamman och dantza alla uti en ring, och då begynnes siungas: Hå, hå, Räfwen han låckar på Isen, och iag will dig siunga en skrifware wijsa. Och då wijsar han med åthäfworna i dantzen, huru en Skrifware bär sig åt. Straxt begynner en annan samma ord at siunga, Hå, Hå etc. och säger sig wilia siunga en Spelmans wijsa och med åthäfwor wijsar i dantzen huru en spelman bär sig åt; sedan wijsar den tridie sig kunna wäfwa, den fierde giöra skoor, den femte swarfwa, den siette giöra Runstafwar, och således wijsar hwar och en i Dantzen genom ord, händers, fötters och kropps åthäfwor, alla de konster som någonsin äre upfundne, och slutes så leekens sång med orden: huru liuflig och wijs är konsten och lärdom. | „ |
| – Olof Rudbeck d.ä. | |   |

Våra dagars ”Räven raskar över isen” har alltså stora likheter med 1600-talsvarianten. Under 1800-talet visar det relativt magra materialet stora variationer i fråga om både text och melodi, och först efter sekelskiftet 1900 fick leken en större spridning, och då i den bruksvariant som vi sjunger numera.
De två uppteckningarna från 1842 som återfinns i Arwidssons ”Svenska fornsånger” är avseende melodin båda två varianter av den melodi som numera är den vanliga, men de uppvisar smärre textmässiga skillnader mot dagens standardtext. Samma sak kan sägas om den uppteckning från Södermanland som Gustaf Ericsson gjorde på 1870-80-talen. Han uppger att leken lektes i flera socknar i detta landskap. I exakt den form vi känner leken idag trycktes den, så vitt känt, första gången 1897 i Vilhelm Sefves ”Hvad ska’ vi leka?”. Den fick av allt att döma större spridning via "Sånglekar från Nääs", del 1, 1905.
”Räven raskar” finns belagd också i Norge, Danmark och i Finlands svenskbygder. I Norge tycks den ha dansats till en helt annan melodi, medan den i Danmark har sjungits till en melodi besläktad med den svenska."

## Publikation
- Lek med toner, 1971 (angiven som "Sånglek")
- Julens önskesångbok, 1997, under rubriken "Nyare julsånger", angiven som "Tjugondag Knut dansas julen ut"
- Barnens svenska sångbok, 1999, under rubriken "Sång med lek och dans".

## Inspelningar
En tidig inspelning gjordes av Margareta Schömström i Stockholm i maj 1925, och gavs ut på skiva i januari 1926. Sången finns också insplad med Anita Lindblom på julalbumet Jul med tradition 1975.

## Filmmusik
Sången används som filmmusik till filmen "Mer om oss barn i Bullerbyn" från 1987 .

## Andra texter
Gullan Bornemark gav i början av 1970-talet melodin två nya texter med trafiktema för Anita och Televinken. Strunta i att gå i vägen som handlar om att man till exempel inte skall följa efter utryckningsfordon  vid olyckor som man inte har med att göra, och Hej, nu åker vi, en vintersång om att kälke åker man bäst just i kälkbacken och inte på vägen, vilken är till för motorfordon som bil och bussar.
I Naturvårdsverkets kampanjfilm om växthuseffekten och klimatuppvärmningen under julhelgen 2002-2003 skildrades en tänkt framtida julgransplundring med barn, där deltagarna sjunger Räven simmar över sjön på samma melodi som "Räven raskar över isen" samtidigt som de ålar på golvet och föreställer rävar som simmar i sjövatten, och därefter slänger ut julgranen i hällregn. Man fruktade att framtidens barn i Sverige, i en klimatuppvärmd tid, inte längre skulle känna till begrepp som is och frusna vatten.